# Pablo Moldú
Pablo Moldú (Tornquist, Provincia de Buenos Aires, 23 de febrero de 1978) es un ex-baloncestista profesional argentino que se desempeñaba como escolta. Aunque jugó en varios equipos de Argentina, Italia y Grecia, su figura quedó muy identificada con el Club Gimnasia y Esgrima de Comodoro Rivadavia, al punto tal que la institución patagónica retiró el número 7 de su plantilla a modo de homenaje a su persona.

## Carrera
Moldú debutó en la Liga Nacional de Básquet el 16 de septiembre de 1994 jugando para Gimnasia y Esgrima de Comodoro Rivadavia en un partido frente a Santa Paula de Gálvez. Desarrolló la mayor parte de su carrera con la camiseta de los comodorenses (en total 10 temporadas y un reemplazo por lesión), por lo que es considerado uno de los jugadores más emblemáticos del club. En el año 2001 participó en la Liga Sudamericana de Clubes, logrando el subcampeonato y siendo elegido como el jugador más valioso del certamen; gracias a su nivel de juego fue contratado por el club Estudiantes de Bahía Blanca y fue escogido para el Juego de las Estrellas de la Liga Nacional de Básquet de 2001. 
Debido a los problemas económicos que afrontaba la institución bahiense decidió abandonarla y migrar a Europa, más precisamente al Osimo de Italia, que por ese entonces militaba en la LegaDue, es decir la segunda división del país. Tras jugar 11 partidos en el club firmó con el Andrea Costa Imola, en reemplazo de su compatriota Antonio Porta. Al finalizar esa temporada, se mudó al Napoli de la Serie A, equipo en el cual disputó 32 partidos de la fase regular y 5 de la fase de cuartos de final por el Scudetto ante el Pesaro. En la temporada siguiente, luego de un paso fugaz por el Ionikos NF de Grecia -donde tan solo disputó un partido-, jugó para el Pavia. 
Tras actuar en 24 partidos en la temporada 2004-2005 del ascenso italiano, decidió repatriarse para fichar con Gimnasia y Esgrima. En su regreso al club patagónico fue una pieza fundamental en la obtención del título nacional por primera vez en su historia, terminando como el jugador con la mayor cantidad de recuperaciones de la liga. 
Permaneció una temporada más en Comodoro Rivadavia y retornó temporalmente a Italia para jugar los playoffs de la Legadue con el Rimini. Culminada su breve incursión por Europa, fue contratado por el equipo santafesino Libertad de Sunchales, el equipo al que Gimnasia y Esgrima había derrotado en las finales de la LNB 2005-06. En la LNB 2007-08 los sunchalenses conquistaron el título, nuevamente con Moldú figurando como el líder en recuperos de la temporada. Ese mismo año, histórico para Libertad, también se adjudicaron el Torneo Super 8 2007 y compitieron en la Liga de las Américas 2008-09.  
En el año 2010 firma con Sionista por un año, pero en la etapa final de la temporada terminó desvinculándose del club para retornar a Gimnasia y Esgrima como sustituto del lesionado Federico Mansilla. Tras finalizar el certamen, se incorporó a Olímpico, equipo con el que se salva del descenso al TNA tras derrotar al San Martín de Corrientes por 3 a 2 en la serie por la permanencia.
A mediados de 2012 acordó volver a Sunchales, pero con el objetivo de disputar el TNA con Unión. La temporada 2012-13 sería su última como profesional.
Al igual que muchos otros baloncestistas profesionales de su país, Moldú experimentó una breve carrera en el baloncesto semi-profesional regional tras su retiro de las grandes ligas. De ese modo jugó los torneos de la Asociación de Básquet del Este del Chubut con las camisetas de Ferrocarril Patagónico y Guillermo Brown, ambas instituciones de la ciudad de Puerto Madryn. 

### Clubes
| Club                                     | País      | Año         |
| ---------------------------------------- | --------- | ----------- |
| Gimnasia y Esgrima de Comodoro Rivadavia | Argentina | 1993 - 2001 |
| Estudiantes de Bahía Blanca              | Argentina | 2001 - 2002 |
| Osimo                                    | Italia    | 2002        |
| Andrea Costa Imola                       | Italia    | 2002 - 2003 |
| Napoli                                   | Italia    | 2003 - 2004 |
| Ionikos NF                               | Grecia    | 2004        |
| Pavia                                    | Italia    | 2004 - 2005 |
| Gimnasia y Esgrima de Comodoro Rivadavia | Argentina | 2005 - 2007 |
| Rimini                                   | Italia    | 2007        |
| Libertad de Sunchales                    | Argentina | 2007 - 2010 |
| Sionista                                 | Argentina | 2010 - 2011 |
| Gimnasia y Esgrima de Comodoro Rivadavia | Argentina | 2011        |
| Olímpico                                 | Argentina | 2011 - 2012 |
| Unión de Sunchales                       | Argentina | 2012 - 2013 |
| Ferrocarril Patagónico                   | Argentina | 2013 - 2015 |
| Guillermo Brown                          | Argentina | 2015 - 2016 |

## Selección nacional
Moldú debutó en la selección argentina contra Cuba en los Juegos de la Buena Voluntad de 2001 en Brisbane, Australia, un torneo en el que terminaron en el segundo lugar.
En el año 2007, siendo convocado para la preselección de los Juegos Panamericanos 2007 en Río de Janeiro, el escolta decidió renunciar al equipo nacional dirigido por Sergio Santos Hernández aduciendo razones de índole personal.

## Palmarés

### Campeonato Nacionales
- Liga Nacional de Básquet
  - Gimnasia y Esgrima (Comodoro Rivadavia): 2005-06.
  - Libertad de Sunchales: 2007-08.
- Torneo Súper 8
  - Libertad de Sunchales: 2007.
- Torneo de Mayores de la ABECH
  - Ferrocarril Patagónico: 2014-I, 2014-II

### Consideraciones personales
- MVP de la Liga Sudamericana de Clubes 2001.
- Juego de las Estrellas de la LNB: 2001, 2007.[15]
- Líder en Robos de la LNB
  - Gimnasia de Comodoro Rivadavia: Liga Nacional de Básquet 2006-07 (134 robos en 49 partidos, promedio 2.7 rpp)
  - Libertad de Sunchales: Liga Nacional de Básquet 2007-08 (99 robos en 55 partidos, promedio 1.8 rpp)